# Hobart Alter
Hobart "Hobie" Alter (31 de octubre de 1933; Ontario, California - 29 de marzo de 2014; Palm Desert, California) fue un pionero en la industria de la tabla de surf de darles forma, creador de los catamaranes Hobie Cat, y fundador de la compañía Hobie.

## Biografía
Fue un empresario exitoso de surf, Hobie Alter es ampliamente recordado como el hombre detrás del desarrollo de la tabla de surf de espuma y fibra de vidrio. Su sello, Hobie, sigue siendo una de las marcas de tablas de surf más vendidas de todos los tiempos. También fue el creador del Hobie 33 velero de ultra liviano desplazamiento y un planeador de radio-control planeador de producción masiva, el Hobie Hawk.
Durante las vacaciones de verano de 1950 "Hobie" se encargó en una idea de reunir a sus dos amores, su taller de madera y el agua. Le pidió a su padre sacar el Desoto de la familia de Laguna Beach, garaje de California, y la historia del surf estaba a punto de entrar en una nueva era.
Hobart Alter murió de cáncer en Palm Desert, California, el 29 de marzo de 2014 a la edad de 80 años.